# Takimoto Taró elleni gyilkossági kísérletek
A Takimoto Taró elleni gyilkossági kísérleteket az Aum Sinrikjó nevű japán vallási szekta hajtotta végre 1994 májusa és novembere között. A szekta szarin, VX és botulizmus baktériumokkal próbálkozott, de mindegyik kísérlete kudarcba fulladt, elsősorban Takimoto előrelátásának köszönhetően.
Takimoto Szakamoto Cucumi jokohamai ügyvéd munkatársa volt, aki komoly erőfeszítéseket tett a szekta csalásainak és visszaéléseinek leleplezésére. A szektavezér Aszahara Sókó 1989-ben megölette Szakamotót és családját, majd a holttesteket emberei elrejtették, s a hatóságok csak 1995-ben bukkantak rájuk.
Takimoto folytatta kollégája munkáját, ezért idővel ő is a szekta célkeresztjébe került, amely még ugyanabban az évben, amikor vele is végezni akart, gáztámadásos merényletet követett el Macumotó városában.

## Előzmények
Szakamoto Cucumi rejtélyes eltűnését követően Takimoto vette át annak a csoportnak a vezetését, amely segítette az Aum sértettjeit (áldozatait) és jogi ügyekben is képviselte őket. Az Aum Sinrikjó az 1980-as évek végére szinte métely szerűen ágyazódott be a japán társadalomba. Az embereket különböző módokon tévesztették meg és lelki felépülést kínálva csábították a soraikba. A tagok egy részét itt szabályos agymosásnak vetették alá (pl. bedrogozással), másokat megfélemlítettek. A vagyonosabb tagok zsarolásával vagy kényszerítésével a szekta pénzre is szert tett.
Szakamoto az egyes tagok családtagjai útján szerzett értesülést az esetekről, akiket anyagilag is megkárosított a szekta, ezért le akarta leplezni az Aum Sinrikjót. Gyanítható volt az is, hogy a szervezet egyéb pénzügyi tevékenységeiben is rengeteg szabálytalanságot, sőt törvényszegést követett el. Az így szerzett tőkét vegyi fegyverkezésre fordíthatta utóbb a csoport.
Takimoto folytatta Szakamoto adatgyűjtését és közvetlen bizonyítékokkal próbálta meggyőzni a laikusokat az Aum egyes csalásait illetően (pl. Aszahara állítólagos repülési képességeiről), amellyel sikerült jó néhány tagot kitérítenie a szektából.
Aszahara bosszúból eltervezte Takimoto megölését is.

## A gyilkossági kísérletek

### Első kísérlet: szaringáz
Aszaharáék arra készültek, hogy Takimoto autójának szélvédője alatti szellőzőn át juttatnak be a szaringázt. Hasonló módszerrel próbálták megölni sikertelenül még 1993-ban Ikeda Daiszaku japán buddhista filozófust és előadót. Aszahara a végrehajtáshoz kiskorú szeretőjét, a 17 éves Dakini Mahamudrát szemelte ki.
A gyilkosságot május 9-én szándékoztak megtenni. Ezen a napon tárgyaltak Kófúban egy az Aumhoz köthető ingatlanügyet, amin Takimoto is jelen volt. Az egyik Aum-tag kifigyelte melyik Takimoto gépkocsija, amit meg is talán egy Mitsubishi Galant személyében. Telefonon értesítette két társát, akikkel Mahamudra tartózkodott. Az egyikük Nakagava Tomomasza volt, aki a Szakamoto-gyilkosságnál is segédkezett.
Mahamudra Takimoto kocsijához ment és mintegy 30 cm³ szarint engedett bele a szélvédőn át a motorháztető terébe. Takimoto, amikor beszállt a kocsiba, belélegezte ugyan a kipárolgó anyagot, de az nem tudott teljesen bejutni az utastérbe egy alátétnek köszönhetően. Takimoto látása enyhén károsodott a szarintól, azonban nem halt meg és nem szenvedett súlyosabb sérülést sem.

### Második kísérlet: VX
A csoport nem adta fel és ezúttal másik anyaggal próbálkozott. Egy hajkenőcsbe VX idegmérget kevertek, amit egy áruház kilincsére kentek rá 1994 szeptemberében. Az oda betérő Takimoto megfogta a kilincset, ám kesztyűt viselt. Miután észlelte a kesztyű elszíneződését, levette azt és eldobta. Októberben néhány társával Inove Josihiró (akit 2018-ban szintén kivégeztek) megpróbálta ismét megmérgezni Takimotót VX-el, ám az akciót le kellett fújni, mert rendőrök jártak a közelben.
Takimoto sokkal elővigyázatosabb volt, mint az gondolták, ugyanis több óvintézkedést tett biztonsága érdekében, amelyekkel így megúszta a támadásokat.

### Harmadik kísérlet: botulizmus-baktérium
1994. november 4-én (pont Szakamoto meggyilkolásának évfordulóján) az Aum Clostridium botulinum baktériummal mérgezett gyümölcslével tett újabb kísérletet Takimoto megölésére, aki épp egy olyan központban tartózkodott Fudzsinomijában, ahol az Aumtól megszökött emberek voltak. Takimoto gyanakodva csak igen keveset kortyolt a gyümölcsléből. Ráadásul a baktériumok nem voltak elég erősek, így a hasmenésen túl nem okoztak nagyobb bajt.
A további kísérletek megelőzendő Takimoto családját védelem alá vették és az ország különböző pontjain helyezték biztonságba.